# Studánka (Pardubice)
Studánka je evidenční část statutárního města Pardubice, která je vymezená katastrálním územím Studánka o rozloze 2,69 km2. Nachází se východně od centra Pardubic a od Bílého Předměstí. Většina obyvatel žije na sídlišti Dubina. Větší, severní část Studánky včetně sídliště Dubina a lesa Pipence spadá do městského obvodu Pardubice III, část jižně od železniční trati Praha - Česká Třebová (převážně les a několik objektů v okolí Průmyslové ulice) patří k obvodu Pardubice IV. V roce 2011 zde bylo evidováno 973 domů a trvale zde žilo 11 635 obyvatel.